# Long Forties
Les Long Forties sont une zone du nord de la mer du Nord qui présente une profondeur relativement constante de quarante brasses (73 mètres) (et donc, sur une carte marine avec la profondeur indiquée en brasses, il y a une grande zone avec beaucoup de "40"). Il est situé entre la côte nord-est de l'Écosse et la côte sud-ouest de la Norvège, centrée sur 57°N 0°30'E. Comparable aux "Broad Fourteens".
La zone maritime "Forties" de la Shipping Forecast (en) est nommé d'après elle. Le service météorologique néerlandais KNMI utilise pour cette même région le nom de "Fladen Grounds", une zone un peu plus septentrionale et un peu plus profonde de la mer du Nord. Le service météorologique suédois SMHI qui fournissait des données météorologiques pour cette région jusqu'en 2005, utilisait également le nom de "Fladen" pour cette zone.